# پادشاهی پاجانگ
پادشاهی پاجانگ (انگلیسی: Kingdom of Pajang) یکی از پادشاهی‌های متعددی بود که در جاوه اندونزی ظهور و سقوط کرد. این امپراتوری اسلامی در سال ۱۵۶۸ زمانی که هادیویجایا به سلطنت رسید و منطقه را از سلطنت دماک جدا کرد، تأسیس شد. 
بین سال‌های ۱۵۴۸ و ۱۵۶۸ یک دورهٔ بین‌السلطنه وجود داشت، زیرا چندین مدعی تاج و تخت با یکدیگر جنگیدند. در اوایل سال ۱۵۸۶، قدرت به دست امپراتوری نوظهور ماتارام افتاد. حاکم ماتارام ادعاهایی بر پاجانگ و تاج و تخت آخرین فرمانروای دماک، سلطان ترنگانا داشت. 
پاجانگ هادیویجایا یا جاکا تینکیر، لرد بویولالی موفق شد در سال ۱۵۶۸ یک جنگ داخلی را به نفع خود پایان دهد. او از اشراف اعلای جاوه، از نوادگان براویجایا پنجم، آخرین امپراتور هندو ماجاپهیت، و از سلطان ترنگانای دماک بود. در آخرین نبرد این جنگ، آخرین مدعی دماک، آریا پنانگ سانگ، با کمک دست‌نشاندگان کی آگنگ پاماناهان و پسرش سوتاویجایا شکست خورد و کشته شد. هر دو رعیت در کوتا گده با آپاناژها پاداش گرفتند. این بذر سقوط پاجانگ را گذاشت. امپراتوری ماتارام از قلمرو سوتاویجایا سرچشمه گرفت. 
به گفته آندایانینگرات، یک رویدادنامه جاوه‌ای، در طول جنگ بین ماجاپاهیت و دماکین، پاجانگ به دست سونان نگودونگ و پسرش، رادن کبو کنانگا، بعدها کی آگنگ پنگینگ افتاد. پاجانگ از آن زمان تاکنون تابع سلطنت دماک بوده‌است. کی آگنگ پنگینگ به اتهام شورش علیه دماک به اعدام محکوم شد. پسر او که در اختیار جاکا تینکیر باقی ماند، تلاش کرد تا به دماک خدمت کند و در نتیجه قلمروهای خود را پس بگیرد. جاکا تینکیر فرمانده زبردست ارتش بود و از سوی سلطان ترنگانا با عنوان هادیویجایا به سمت نایب السلطنه پاجانگ منصوب شد. او بر پنگینگ (اکنون تقریباً بویولالی و کلاتن)، تینکیر (منطقه اطراف سالاتیگا) و نواحی اطراف حکومت کرد. 
پس از مرگ سلطان ترنگانا در سال ۱۵۴۶، سونان پراوتو به سلطنت رسید، اما این پادشاه در سال ۱۵۴۹ توسط پسر عموی خود آریا پنانگ سانگ به قتل رسید. آریا پنانگ سانگ نیز سعی کرد هادیویجایا را بکشد، اما موفق نشد. هادیویجایا و پیروانش با حمایت ملکه کالینیامات، آریا پنانگ‌سانگ را شکست دادند. هادیویجایا وارث تاج و تخت سلطنت دماک شد اما کراتون را به پاجانگ منتقل کرد. این حرکت آغاز تاریخ کوتاه پاجانگ است. 

## سقوط پاجانگ
طبق افسانه، سلطان هادیویجایا به سوتاویجایا بسیار علاقه داشت. او سوتاویجایا را به فرزندی پذیرفت و او را همبازی فرزندش شاهزاده باناوا کرد. بناوا آنقدر قوی نبود که پس از مرگ پدرش جانشین او شود. باناوا در مواجهه با شورش آریو پانگیری مجبور به فرار به کوتا گده شد. سوتاویجایا آریو پانگیری را شکست داد و کراتون پاجانگ را در سال ۱۵۸۶ تصرف کرد. بناوا از قدرت کناره گرفت و سوتاویجایا را جانشین خود کرد.